# Kazuhiro Mori
Kazuhiro Mori (盛 一大, Mori Kazuhiro), né le 17 septembre 1982 à Chiba, est un coureur cycliste japonais. Il a été membre de l'équipe Aisan Racing pendant neuf années.

## Biographie
En prenant la médaille de bronze du scratch aux championnats du monde de cyclisme sur piste 2010, il devient le premier Japonais médaillé sur piste depuis Toshimasa Yoshioka en 1993.

## Palmarès sur route

### Par années
- 2002
  - 3e du championnat du Japon du contre-la-montre espoirs
- 2005
  - Prologue du Tour de Hokkaido
  - 2e du championnat du Japon du contre-la-montre
- 2006
  - Prologue du Tour de Hokkaido
  - 2e du Tour d'Okinawa
  -  Médaillé de bronze du contre-la-montre par équipes aux Jeux asiatiques
- 2007
  - 2e du Tour d'Okinawa
- 2008
  - 2e et 3e étapes du Tour de Hokkaido
- 2009
  -  Médaille d'or du contre-la-montre par équipes aux Jeux de l'Asie de l'Est (avec Makoto Iijima, Kazuo Inoue et Hayato Yoshida)
  -  Champion du Japon du contre-la-montre
  - 2e étape du Tour de Hokkaido
  - 3e du Tour de Hokkaido
- 2010
  - Tour de la mer de Chine méridionale
- 2011
  - Classement général du Tour d'Okinawa
- 2013
  - 10e du championnat d'Asie sur route

### Classements mondiaux
| Année            | 2005 | 2006 | 2007 | 2008 | 2009 | 2010 | 2011 | 2012 | 2013 | 2014 |
| ---------------- | ---- | ---- | ---- | ---- | ---- | ---- | ---- | ---- | ---- | ---- |
| UCI Asia Tour    | 49e  | 92e  | 62e  | 40e  | 61e  | 190e | 49e  | 45e  | 180e | 327e |
| UCI Oceania Tour |      |      |      |      | 41e  |      |      |      |      |      |

## Palmarès sur piste

### Championnats du monde
- Bordeaux 2006
  - 7e de la course aux points
- Manchester 2008
  - 6e du scratch
  - 12e de l'américaine
- Pruszków 2009
  - 5e du scratch
  - 11e de la course aux points
- Ballerup 2010
  -  Médaillé de bronze du scratch
  - 18e de l'omnium
- Apeldoorn 2011
  - 18e de l'omnium

### Coupe du monde
- 2005-2006
  - 2e de la course aux points à Sydney
- 2008-2009
  - 1er du scratch à Copenhague

### Championnats d'Asie
- Yokkaichi 2004
  -  Médaillé d'argent de l'américaine
  -  Médaillé de bronze de la poursuite par équipes
- Ludhiana 2005
  -  Médaillé d'argent du scratch
  -  Médaillé de bronze de la poursuite par équipes
- Bangkok 2007
  -  Médaillé d'argent de la course aux points
  -  Médaillé d'argent de l'américaine
- Nara 2008
  -  Médaillé d'argent de la course aux points
  -  Médaillé de bronze de la poursuite par équipes
- Tenggarong 2009
  -  Médaillé d'argent de la course aux points
  -  Médaillé d'argent de l'américaine
- Charjah 2010
  -  Médaillé d'argent de l'omnium
- Nakhon Ratchasima 2011
  -  Médaillé de bronze de l'omnium
- Kuala Lumpur 2012
  -  Champion d'Asie de la course aux points